# Clusiàcies
Les clusiàcies (Clusiaceae) són una família de plantes amb flors de l'ordre de les malpigials.

## Característiques
Aquesta família inclou uns 50 gèneres i unes 1.200 espècies.
Adopten la forma d'arbres i arbusts sovint amb làtex i fruits en càpsula.

## Gèneres
Segons APWebsite :
- Gènere Allanblackia Oliv. ex Bentham
- Gènere Chrysochlamys Poepp.
- Gènere Clusia L.
- Gènere Dystovomita (Engl.) D'Arcy
- Gènere Garcinia L.
- Gènere Lorostemon Ducke
- Gènere Montrouziera Planchon & Triana
- Gènere Moronobea Aublet
- Gènere Pentadesma Sabine
- Gènere Platonia Mart.
- Gènere Symphonia L.f.
- Gènere Thysanostemon Maguire
- Gènere Tovomita Aublet
- Gènere Tovomitopsis Planchon & Triana

Segons NCBI :
- Gènere Allanblackia
- Gènere Caraipa
- Gènere Chrysochlamys
- Gènere Clusia
- Gènere Clusiella
- Gènere Dystovomita
- Gènere Eliea (incl. a Hypericaceae per APWeb)
- Gènere Endodesmia
- Gènere Garcinia
- Gènere Haploclathra
- Gènere Havetia
- Gènere Havetiopsis
- Gènere Kayea
- Gènere Kielmeyera
- Gènere Lorostemon
- Gènere Mahurea
- Gènere Mammea
- Gènere Marila
- Gènere Mesua
- Gènere Montrouziera
- Gènere Moronobea
- Gènere Ochrocarpos
- Gènere Oedematopus
- Gènere Pentadesma
- Gènere Platonia
- Gènere Poeciloneuron
- Gènere Quapoya
- Gènere Rheedia
- Gènere Symphonia
- Gènere Tovomita
- Gènere Tovomitopsis
- Gènere Tripetalum

Segons ITIS :
- Gènere Ascyrum
- Gènere Calophyllum L.
- Gènere Clusia Linnaeus, 1753
- Gènere Clusia L.
- Gènere Garcinia L.
- Gènere Hypericum L.
- Gènere Mammea L.
- Gènere Marila Sw.
- Gènere Pentadesma Sabine
- Gènere Platonia C. Martius
- Gènere Rheedia Linnaeus, 1753
- Gènere Sanidophyllum
- Gènere Triadenum Raf.
- Gènere Vismia Vandelli, 1788